# Ulanara
Ne doit pas être confondu avec Lady Abahai ou Impératrice Xiaojingxian.
Titre
Impératrice de Chine
1750 – 1766
L'Ulanara (chinois : 皇后 那拉氏 ; pinyin : huáng hòu  nà lā shìen), née le 11 mars 1718 et morte en 1766, est la seconde épouse de l'empereur Qianlong (de la dynastie Qing). Tombée en disgrâce en 1766, la cause de sa mort reste inconnue.
Son véritable prénom n'est pas connu et son nom de famille est sujet à débat entre Hoifa Nara et Ulanara (nom du clan auquel elle appartient).

## Biographie

### Débats sur son nom
Dans l'Ébauche d'une histoire des Qing, la future impératrice est dite comme faisant partie du clan Ula-Nara.
Cependant, l'Ébauche d'une histoire des Qing est considérée comme parsemée d'erreurs, causées par une publication hâtive ayant nuit au travail d'édition .
Ainsi, le père de l'impératrice, Narbu, est décrit dans le livre Généalogie des clans Manchus comme étant un descendant de Wangginu, chef du clan Hoifa, et les ancêtres de la famille sont cités, dans la catégorie sur les personnes de la région de l'Hoifa dont le nom est Nara, comme vivant dans l'Hoifa depuis des générations.
C'est pourquoi les publications modernes dépeignent l'impératrice comme un membre du clan Hoifa-Nara .
Cependant, le clan Ula-Nara étant le plus ancien clan Nara, il est possible que les ancêtres de l'impératrice aient modifié leur nom pour donner plus de noblesse à leur lignée. Toutefois, un auteur a souligné le fait que pour les membres de ce clan, le nom précédent Nara, désigne la zone géographique dans laquelle a résidé la famille et que l'ensemble du clan partage le même nom final, indifféremment de leur région de résidence actuelle.
En outre, dans les Archives Factuelles des Qing, lors de la promotion de l'impératrice, alors simple deuxième épouse de Qianlong, a été promu au rang de Consort Xian, elle est mentionnée comme issue du clan Nara plutôt qu'un membre du clan Ula-Nara ou Hoifa-Nara.
Notons que le débat concernant son nom de jeune fille a fait son apparition en 2018, avec la sortie de deux séries télévisées dressant un portrait de l'impératrice. En effet, dans Story of Yanxi Palace, le personnage tiré de l'impératrice est nommé Hoifa-Nara Shushen, alors que dans Ruyi's Royal Love in the Palace, elle se prénomme Ula-Nara Ruyi/Qingying.
En ce qui concerne le prénom de l'impératrice, jusqu'à ce jour, certainement du fait de la volonté de Qianlong d'effacer toute trace de sa défunte épouse, il demeure totalement inconnu.

### Jeunesse
L'année de naissance de l'impératrice, elle aussi, est sujette à débat. Ainsi, le livre des Quatre Généalogies de la Maison Royale Qing la dit comme étant née lors du deuxième mois lunaire d'une année inconnue, un livre moderne la présente comme née le 10e jour du 2d mois de la 57e année de l'empereur Kangxi. Fille de Narbu, un chef militaire (chinois : 牛錄額真 ; pinyin : niru-i ejen) ou second, sous la bannière bleue à bordure.
Avant la montée sur le trône de Hongli en 1735, son père l'empereur Yongzheng, nomme Dame Nara comme étant sa deuxième épouse consort.
C'est à ce moment qu'il est dit qu'elle réussit à gagner les faveurs de Hongli.
A la mort de l'empereur Yongzheng, Hongli lui succède en tant qu'empereur Qianlong et Dame Nara obient alors le titre de "Consort Xian", le 23 janvier 1738.
Son agréable personnalité a également aussitôt gagné les faveurs de la mère de Qianlong, l'impératrice Douarière Chongqing.
Ainsi, le 9 décembre 1745, elle est promue "Noble Consort Xian".

### Épouse puis impératrice
Dans un premier temps simple concubine, à la mort de l'impératrice Xiaoxianchun, elle est élevée au rang d'impératrice. En effet, la première impératrice de Qianlong, est morte le 8e jour du 3e mois de la 13e année du règne de Qianlong, à l'âge de 37 ans, lors d'un voyage officiel, dans des circonstances mal documentées par les sources historiques (probablement de maladie),.
C'est donc la mère de l'empereur qui choisit Dame Nara pour gérer les affaires des six palais, malgré les objections et réticences de Qianlong, encore affecté par la perte de sa première épouse. Mais, ne pouvant aisément aller à l'encontre des désirs de sa mère, l'empereur Qianlong accepte finalement de prendre Dame Nara pour seconde épouse. En compensation, par un édit du 5e jour du 4e mois de la 13e année de son règne, il la promeut "Noble Consort Impériale" et lui donne la charge du harem.
Deux ans plus tard, par un édit, la Noble Consort Impériale est élevée au rang de nouvelle impératrice, le 12e jour du 7e mois de la 15e année de Qianlong,.
En effet, cette décision a été prise après la période de deuil de l'impératrice Xiaoxianchun. En sa qualité d'impératrice consort, elle accompagne également l'empereur Qianlong lors de nombreux voyages, des cérémonies religieuses ancestrales, ainsi que des chasses.
Ça serait vers 1750 que le peintre jésuite Jean-Denis Attiret (1669-1733), aurait réalisé le portrait d'Ulanara. Portrait qui est d'ailleurs à l'origine du film le Portrait Interdit. Le Portrait d'une concubine s'intègre dans le répertoire des portraits peints par Attiret à la demande de Qianlong. La figure de la jeune femme, coiffée d'une toque en loutre, parée de boucles d'oreilles en perles de Mandchourie et vêtue d'une « robe au dragon », symbole de la puissance impériale, démontre un art maîtrisé du dessin et de la connaissance de la symbolique du costume chinois à travers la richesse du vêtement et des accessoires.
Entre la 17e et la 20e année de Qianlong, l'impératrice donne naissance à trois enfants : le 12e prince, Yongqi (永璂), la 5e fille (restée sans nom) et le 13e prince, Yongjing (永璟).

### Disgrâce
Selon l'Ébauche d'une histoire des Qing, en 1765, soit la 30e année de règne de Qianlong, l'impératrice accompagne l'empereur lors d'un voyage dans le sud de la Chine. A l'arrivée à Hangzhou, l'impératrice aurait coupé ses cheveux. Par conséquent, l'empereur aurait aussitôt ordonné son retour à la capital, escortée par Fulong'an (福隆安), le mari de sa 4e fille. En effet, selon une coutume Manchoue de l'époque Qing, il n'était pas possible de se raser le dessus de la tête avant 100 jours suivant un décès et les nattes étaient coupées en signe de profond deuil. L'acte de l'impératrice, plus qu'être une grave erreur de conduite, est même prise comme une volonté de maudire l'empereur et l'impératrice douairière.
L'autrice chinoise Li Shu, dans son ouvrage de 2019 sur la cuisine impériale Qing, affirme qu'il est possible, grâce aux registres des portions de nourritures attribuées, de savoir exactement de quand date la disgrâce de l'impératrice. En effet, la quantité de nourriture octroyée représentant un honneur et acte d'amour envers une concubine, en analysant les ces registres, il est aisé de savoir comment évoluent les faveurs ou disgrâces au fil du temps. Ainsi, Li Shu avance que l'incident aurait eu lieu peu après le petit-déjeuner du 18e jour du 2d mois de la 30e année de Qianlong. Il est en effet décrit que l'impératrice a eu pour ce repas une portion de viandes variées, alors que le même jour, aucun don de nourriture de l'empereur à l'impératrice n'est mentionné après cela.
En outre, a partir de ce même repas, le nom de l'impératrice est systématiquement recouvert d'un papier jaune des registres des octroies de portions nourriture. A son retour à la capital, une quantité quotidienne de nourriture et de charbon propre à une impératrice lui est pourtant accordée, ainsi que cinq eunuques et 2 cuisiniers. Le 14e jour du 5e mois de la 30e année de Qianlong, après le retour à Beijing de l'empereur, Qianlong ordonna que les quatre titres et cadeaux accordés à l'impératrice lui soient tous confisqués. En outre, le nombre de servantes lui étant dédiée, ont à partir de ce moment été réduit à deux. Soit le même nombre que pour une concubine de rang inférieur est autorisée à avoir.
De plus, l'empereur Qianlong octroie le titre de Noble Consort Impériale à la Noble Consort Ling, moins d'un mois après son retour à la capital. Notons que, selon la hiérarchie des consorts de la dynastie Qing, une Noble Consort Impériale n'est qu'un grade sous celui d'impératrice. Par conséquent, bien qu'il ne soit pas explicitement dit que la charge de l'administration du harem ait été à partir de ce moment octroyé à la Noble Consort Ling, il est indéniable que l'impératrice se trouve définitivement déchue de sa place et reniée par l'empereur.
Malheureusement, les registres et sources historiques donnent très peu d'informations concernant la vie de cette impératrice et sur son apparence. Il est fort probable que cela soit dû à la destruction par l'empereur Qianlong des écrits et portraits d'elle. D'ailleurs, bien que sa destitution n'ait jamais été officiellement actée, la perte de son autorité en tant que responsable du harem impérial en 1765, semble effectivement en lien direct avec l'incident des cheveux coupés.

### Mort et funérailles
Ulanara meurt le 7e mois de la 31e année de Qianlong. Cependant, la date exacte de son décès est sujet à débat. L'Ébauche d'une histoire des Qing, connu pour sa précision et sa fiabilité, mentionne qu'il serait morte le Jiawu , alors que selon des travaux plus récents il s'agirait du 14e jour du 7e mois. Il semblerait qu'elle était déjà sérieusement malade dès le 6e mois de la même année, mais Qianlong n'en a pas pour autant changé les plans concernant son séjour à la résidence d'été à Chengde.
Au moment de la mort de Ulanara, l'empereur Qianlong est parti participer à la chasse impériale annuelle, sur les terrains de chasse de Mulan (木蘭圍場, de nos jours le Xian autonome mandchou et mongol de Weichang). Il n'en a pas interrompu pour autant son excursion pour retourner à la Cité Interdite. A la place, il s'est contenté d'ordonner à son 12e fils Yongji, de retourner au palais pour s'occuper des affaires des funérailles de sa mère.
Sous ordre de l'empereur Qianlong, les funérailles d'Ulanara sont organisées comme celles d'une Noble Consort Impériale, mais dans les faits, la cérémonie est grandement réduite. On compte ainsi : l'annulation totale du cabinet impériale des rencontres de 5 jours, ainsi que l'annulation de la demande pour les princesses, nobles et pressonnes de haut-rang de la court d'assister aux sessions de deuil. En outre, le cercueil utilisé pour la défunte se trouve être de bien moindre qualité. Enfin, en guise de sépulture, elle est menée au Mausolée Yu, des Tombeaux Est des Qing, aux côtés de la Noble Consort Impériale Chunhui et non à côté de la place réservée pour y déposer l'empereur à sa mort.
Il faut aussi noter qu'après la mort, il est de coutume de parler des impératrices en faisant références à leurs titres posthumes, qui lui sont accordés à sa mort part l'empereur. Ainsi, il a été par exemple accordé à Langhua le titre posthume d'impératrice Xiaoxian. Cependant, pour ce qui est de Ulanara, l'empereur Qianlong ne lui a pas accordé le moindre titre posthume, si bien qu'elle est souvent uniquement mentionnée comme la seconde impératrice.

## Descendance
- Yongji, 12e fils de l'empereur Qianlong (永璂; né le 25e jour du 4e mois de la 17e année de Qianlong, soit le 7 juin 1752 – mort le 17 mars 17)
- 5e fille de l'empereur Qianlong, restée sans nom (née le 23e jour du 6e mois de la 18e année de Qianlong, soit le 23 juillet 1753 – morte le 1er juin 1755)
- Yongjing, 13ème fils de l'empereur Qianlong (永璟; né le 21e jour du 12e mois de la 20e année de Qianlong, soit le 22 janvier 1756 – mort le 7 septembre 1757)

## Titres reçus
- Sous le règne de l'empereur Kangxi (r. 1661–1722) :
  - Dame Nara (à partir du 11 mars 1718)
- Sous le règne de l'empereur Yongzheng (r. 1722–1735) :
  - Deuxième épouse consort (側福晉; à partir du 2 décembre 1734)
- Sous le règne de l'empereur Qianlong (r. 1735–1796) :
  - Consort Xian (嫻妃; à partir du 23 Janvier 1738), consort de 4e rang
  - Noble Consort Xian (嫻貴妃; à partir du 9 décembre 1745), consort de 3e rang
  - Noble Consort Impériale (皇貴妃; à partir du 20 mai 1749), consort de 2d rang
  - impératrice (皇后; à partir du 2 septembre 1750)

## Dans les arts et la culture

### Cinéma et télévision
- Cinéma
  - 2017 : Le portrait interdit, l'impératrice Ula-Nara (interprétée par Fan Bingbing)
- Télévision
  - 1988 : L'ascension et la Chute de la Dynastie Qing (en), Consort Lan (interprétée par Tsui Si-fei)
  - 1998 : Ma Belle Princesse (en), l'impératrice (interprétée par Dai Chunrong)
  - 2003 : La Dynastie Qianlong (en), l'impératrice Ula Nara (interprétée par Li Yun)
  - 2003 : Ma Belle Princesse III (en), l'impératrice (interprétée par Jiang Lili)
  - 2004 : The Eloquent Ji Xiaolan (en), l'impératrice Hoifa-Nara (interprétée par Xu Xiaodan)
  - 2011 : Ma Nouvelle Belle Princesse (en), l'impératrice (interprétée par Sheren Tang)
  - 2011 : Les impératrices au Palais, Ula-Nara Qingying, seconde épouse du Prince Bao (interprétée par Zhang Yan)
  - 2018 : L'Histoire du palais Yanxi (en), Hoifa-Nara Shushen (interprétée par Charmaine Sheh)
  - 2018 : L'amour Royal de Ruyi au Palais (en), Ula-Nara Qingying/Ula-Nara Ruyi (interprétée par Zhou Xun)

### Peinture
- La concubine, de Jean-Denis Attiret, peinture à l'huile sur papier, milieu XVIIIe siècle, musée des Beaux-Arts de Dole.

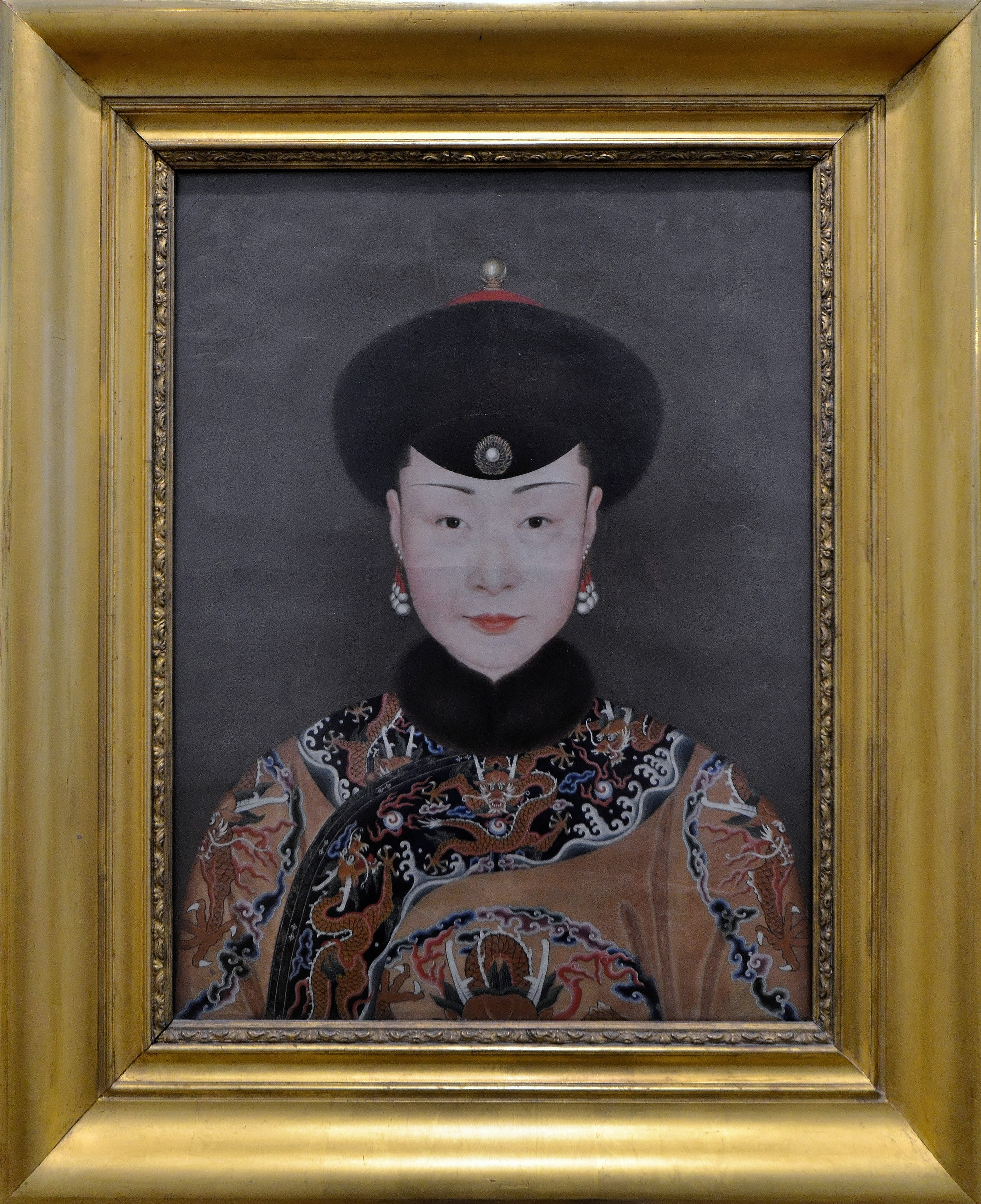